# Китай на зимних Олимпийских играх 1984
Китайская народная республика участвовала в зимних Олимпийских играх 1984, но не завоевала ни одной медали. 

## Состав и результаты олимпийской сборной Китая

### Фигурное катание
Спортсменов — 6
| Соревнование  | Спортсмен              | Обязательный танец | Обязательный танец | Короткая программа/ оригинальный танец | Короткая программа/ оригинальный танец | Произвольная программа/ произвольный танец | Произвольная программа/ произвольный танец | Всего     | Всего |
| Соревнование  | Спортсмен              | Результат          | Место              | Результат                              | Место                                  | Результат                                  | Место                                      | Результат | Место |
| ------------- | ---------------------- | ------------------ | ------------------ | -------------------------------------- | -------------------------------------- | ------------------------------------------ | ------------------------------------------ | --------- | ----- |
| Танцы на льду | Чжао Сяолэй Си Хунъянь | 90,5               | 19                 | 72,6                                   | 19                                     | 76,2                                       | 19                                         | 38,0      | 19    |